# Pacyfikacja Frankamionki
Pacyfikacja Frankamionki – masowe morderstwo na polskiej ludności cywilnej dokonane przez niemieckich żołnierzy Wehrmachtu wraz z policją ukraińską na służbie niemieckiej w marcu 1944 w kolonii Frankamionka w województwie lubelskim, w powiecie zamojskim, w gminie Miączyn.

## Przebieg pacyfikacji
W marcu 1944 podczas II wojny światowej i okupacji Polski przez Niemców hitlerowskich żołnierze Wehrmachtu wraz z policją ukraińską na służbie niemieckiej dokonali pacyfikacji wsi Frankamionka, leżącej wtedy w gminie Werbkowice. Okupanci spalili w całości 32 gospodarstwa. Zamordowali około 16 osób.
Wśród ofiar była sanitariuszka Wanda Cisek, która raniona przeżyła wcześniej bitwę pod Zaborecznem i pacyfikację wsi Róża w województwie lubelskim, w powiecie tomaszowskim, w gminie Susiec. Została przybita gwoździami na drzwiach stodoły.
Najeźdźcy poprzez ten akt terrorystyczny chcieli zastraszyć ludność miejscowości, aby nie wspomagała partyzantów.
Pomordowani cywile zostali pochowani we wsi Frankamionka. Po zakończeniu wojny dokonano ekshumacji ofiar i urządzono pogrzeb na cmentarzu w Zawalowie.
W czasie pacyfikacji na pomoc mieszkańcom pośpieszyli partyzanci z oddziału Armii Krajowej „Wiklina”, którzy odparli okupantów zabijając 4 napastników.